# Триллион
Триллио́н (сокращённо трлн) — натуральное число, изображаемое единицей с
- 12 нулями (1 000 000 000 000 = 1012, тысяча миллиардов или миллион миллионов)[1] в системе наименования чисел с короткой шкалой (в том числе и в России);
- 18 нулями (1 000 000 000 000 000 000 = 1018 = 106 × 106 × 106 = (106)3, миллион миллионов миллионов)[1] в системе наименования чисел с длинной шкалой.

|      | Короткая шкала | Длинная шкала |
| ---- | -------------- | ------------- |
| 1012 | триллион       | биллион       |
| 1015 | квадриллион    | биллиард      |
| 1018 | квинтиллион    | триллион      |

## Приставки СИ
- Для триллиона (1012) — тера.
- Для одной триллионной (10−12) — пико.
- ISO: tera — (T).

## Иллюстрации
- Триллион по длинной шкале:
  - Одним триллионом кирпичей можно было бы покрыть все материки равномерным сплошным пластом высотой почти с четырёхэтажный дом[1][2].
  - В каждом кубическом сантиметре воздуха насчитывается от 20 до 30 триллионов молекул[1][2].
  - На поверхности тела человека живёт примерно триллион бактерий[3], а общее число бактерий в организме человека варьируется в пределах от 30 до 50 триллионов[4]

- Триллион по короткой шкале:
  - Всего возможно более 281 триллиона (248 = 281 474 976 710 656) уникальных MAC-адресов.
  - В 2007 году были представлены первые коммерческие жёсткие диски для бытовых компьютеров ёмкостью 1 ТБ[5]. В начале 2010-х такой объём смогли предоставить и SSD-накопители на базе NAND-флеш-памяти[6].
  - Общее количество денег, потраченных на оборону и оружие в 2004 году, впервые в истории человечества превысило 1 триллион долларов США[7].
  - В январе 2009 года в Зимбабве выпустили купюру достоинством 100 триллионов зимбабвийских долларов[8][9].
  - К 27 декабря 2017 года Сургутская ГРЭС-2 первой из тепловых электростанций РФ выработала 1 триллион кВт*ч электроэнергии с момента пуска[10].
  - Расстояние от Земли до ближайшей звезды Проксима Центавра составляет 4,3 светового года, или 42 триллиона километров,